# Statistiche del campionato italiano di pallamano maschile di prima divisione
Nella presente pagina sono riportate le varie statistiche sul massimo campionato di pallamano maschile italiano.

## Evoluzione del campionato di Serie A
Al campionato di Serie A, hanno preso parte rispettivamente:
- 8 squadre, per la stagione 1969-70;
- 21 squadre, per la stagione 1970-71;
- 24 squadre, per la stagione 1971-72;
- 12 squadre, per la stagione 1972-73;
- 14 squadre, per la stagione 1973-74;
- 12 squadre, dalla stagione 1974-75 alla stagione 1976-77;
- 14 squadre, dalla stagione 1977-78 alla stagione 1980-81;
- 12 squadre, dalla stagione 1981-82 alla stagione 1982-83;
- 16 squadre, dalla stagione 1983-84 alla stagione 1985-86;
- 12 squadre, dalla stagione 1986-87 alla stagione 1995-96;
- 14 squadre, dalla stagione 1996-97 alla stagione 2001-02;
- 12 squadre, dalla stagione 2002-03 alla stagione 2004-05;
- 8 squadre, dalla stagione 2005-06 alla stagione 2009-2010;
- 9 squadre, per la stagione 2010-11;
- 12 squadre, per la stagione 2011-12;
- 31 squadre, per la stagione 2012-13;
- 27 squadre, dalla stagione 2013-14 alla stagione 2015-16;
- 28 squadre, dalla stagione 2016-17 alla stagione 2017-2018;
- 14 squadre, dalla stagione 2018-19 alla stagione 2019-20;
- 15 squadre, per la stagione 2020-21;
- 13 squadre, per la stagione 2021-22;
- 14 squadre, dalla stagione 2022-23.

### Campionati disputati
Dal 1969-70 sono stati disputati 56 campionati, 45 a girone unico e 11 per raggruppamenti:
- 20 campionati con 12 squadre (l'ultimo nel 2011-12)
- 16 campionati con 14 squadre (l'ultimo è l'attuale 2025-26)
- 7 campionati con 8 squadre (l'ultimo nel 2009-10)
- 3 campionati con 16 squadre (l'ultimo nel 1985-86)
- 2 campionati con 28 squadre (l'ultimo nel 2017-18)
- 2 campionati con 27 squadre (l'ultimo nel 2015-16)
- 1 campionato con 31 squadre (l'unico nel 2012-13)
- 1 campionato con 24 squadre (l'unico nel 1971-72)
- 1 campionato con 21 squadre (l'unico nel 1970-71)
- 1 campionato con 15 squadre (l'unico nel 2020-21)
- 1 campionato con 13 squadre (l'unico nel 2021-22)

## Squadre partecipanti

### Attuale
| Squadra          | in Serie A dal |
| ---------------- | -------------- |
| Albatro Siracusa | 2020-2021      |
| Bozen            | 2010-2011      |
| Brixen           | 2010-2011      |
| Cassano Magnago  | 2012-2013      |
| Chiaravalle      | 2024-2025      |
| Cingoli          | 2023-2024      |
| Cologne          | 2025-2026      |
| Conversano       | 1992-1993      |
| Eppan            | 2023-2024      |
| Junior Fasano    | 2006-2007      |
| Black Devils     | 2012-2013      |
| Pressano         | 2011-2012      |
| Sassari          | 2019-2020      |
| Trieste          | 2025-2026      |

### Storico

#### Partecipazioni, debutto, ultima partecipazione e stato attuale delle società
Sono 98 le squadre ad aver preso parte ai 57 campionati di Serie A che sono stati disputati a partire dalla stagione 1969-1970 fino alla stagione 2024-2025 compresa:
| Squadra                   | Presenze | Debutto   | Ultima apparizione | Campionato 2025-2026 |
| ------------------------- | -------- | --------- | ------------------ | -------------------- |
| Trieste                   | 49       | 1971-1972 | 2025-2026          | Serie A Gold         |
| Brixen                    | 48       | 1975-1976 | 2025-2026          | Serie A Gold         |
| Conversano                | 44       | 1978-1979 | 2025-2026          | Serie A Gold         |
| Bozen                     | 31       | 1969-1970 | 2025-2026          | Serie A Gold         |
| Black Devils              | 30       | 1991-1992 | 2025-2026          | Serie A Gold         |
| Bologna 1969              | 30       | 1969-1970 | 1998-1999          | non più in attività  |
| Gaeta                     | 29       | 1972-1973 | 2019-2020          | Serie B              |
| Teramo                    | 29       | 1972-1973 | 2017-2018          | Serie A Silver       |
| Junior Fasano             | 24       | 1999-2000 | 2025-2026          | Serie A Gold         |
| Rubiera                   | 22       | 1980-1981 | 2000-2001          | non più in attività  |
| Rovereto                  | 22       | 1969-1970 | 1990-1991          | non più in attività  |
| Cassano Magnago           | 21       | 1977-1978 | 2025-2026          | Serie A Gold         |
| Bologna United            | 20       | 1999-2000 | 2018-2019          | Serie B              |
| Prato                     | 20       | 1988-1989 | 2008-2009          | Serie B              |
| Modena                    | 19       | 1972-1973 | 2017-2018          | Serie A Silver       |
| Ortigia                   | 17       | 1983-1984 | 2000-2001          | non più in attività  |
| Pressano                  | 15       | 2011-2012 | 2025-2026          | Serie A Gold         |
| Albatro Siracusa          | 14       | 2007-2008 | 2025-2026          | Serie A Gold         |
| Sassari                   | 12       | 2000-2001 | 2025-2026          | Serie A Gold         |
| Secchia Rubiera           | 12       | 2001-2002 | 2024-2025          | Serie A Silver       |
| Fondi                     | 12       | 1979-1980 | 2022-2023          | Serie B              |
| Pallamano Rimini          | 12       | 1977-1978 | 1989-1990          | non più in attività  |
| CUS Roma                  | 12       | 1970-1971 | 1980-1981          | non più in attività  |
| Romagna                   | 10       | 2002-2003 | 2022-2023          | Serie A Silver       |
| Haenna                    | 10       | 1989-1990 | 2015-2016          | Serie A Silver       |
| Eppan                     | 9        | 2013-2014 | 2025-2026          | Serie A Gold         |
| Cingoli                   | 9        | 2012-2013 | 2025-2026          | Serie A Gold         |
| C.S. Esercito             | 9        | 1969-1970 | 1977-1978          | non più in attività  |
| Cologne                   | 8        | 1998-1999 | 2025-2026          | Serie A Gold         |
| Città Sant'Angelo         | 8        | 1989-1990 | 2017-2018          | Serie B              |
| Mezzocorona               | 8        | 2010-2011 | 2017-2018          | Serie B              |
| Lazio                     | 8        | 1990-1991 | 2015-2016          | non più in attività  |
| Mordano                   | 8        | 1990-1991 | 2000-2001          | non più in attività  |
| Montesacro Roma           | 8        | 1969-1970 | 1978-1979          | non più in attività  |
| Dorica Ancona             | 7        | 2009-2010 | 2016-2017          | Serie B              |
| Imola                     | 7        | 1983-1984 | 1990-1991          | non più in attività  |
| Scafati                   | 7        | 1979-1980 | 1987-1988          | non più in attività  |
| Carpi                     | 6        | 2012-2013 | 2017-2018          | non più in attività  |
| Flaminio Genovesi         | 6        | 1969-1970 | 1975-1976          | non più in attività  |
| Benevento                 | 5        | 2013-2014 | 2017-2018          | Serie B              |
| Noci                      | 5        | 2010-2011 | 2017-2018          | Serie B              |
| Ambra                     | 5        | 2011-2012 | 2017-2018          | non più in attività  |
| Estense Ferrara           | 5        | 1995-1996 | 2015-2016          | Serie B              |
| Mazara                    | 5        | 1995-1996 | 2001-2002          | non più in attività  |
| H.C. Rimini               | 5        | 1977-1978 | 1984-1985          | non più in attività  |
| Firenze                   | 5        | 1972-1973 | 1979-1980          | non più in attività  |
| Casalgrande               | 4        | 2013-2014 | 2017-2018          | Serie B              |
| Casarano                  | 4        | 2006-2007 | 2009-2010          | non più in attività  |
| Ascoli                    | 4        | 2001-2002 | 2004-2005          | non più in attività  |
| Gymnasium Bologna         | 4        | 1992-1993 | 1998-1999          | non più in attività  |
| CUS Verona                | 4        | 1971-1972 | 1979-1980          | non più in attività  |
| Carpi                     | 3        | 2021-2022 | 2023-2024          | non più in attività  |
| Molteno                   | 3        | 1984-1985 | 2020-2021          | Serie A Silver       |
| Siena                     | 3        | 2018-2019 | 2020-2021          | non più in attività  |
| Malo                      | 3        | 2015-2016 | 2017-2018          | Serie A Silver       |
| Castenaso                 | 3        | 2003-2004 | 2014-2015          | non più in attività  |
| Tassina Rovigo            | 3        | 2000-2001 | 2002-2003          | non più in attività  |
| Atletica San Giorgio      | 3        | 1984-1985 | 1986-1987          | non più in attività  |
| Esercito Orvieto          | 3        | 1983-1984 | 1985-1986          | non più in attività  |
| Roma Pallamano            | 3        | 1978-1979 | 1980-1981          | non più in attività  |
| Chiaravalle               | 2        | 2024-2025 | 2025-2026          | Serie A Gold         |
| Tavarnelle                | 2        | 2016-2017 | 2017-2018          | Serie B              |
| Valentino Ferrara         | 2        | 2016-2017 | 2017-2018          | non più in attività  |
| Rapid Nonantola           | 2        | 2015-2016 | 2016-2017          | Serie B              |
| Chieti                    | 2        | 2012-2013 | 2013-2014          | non più in attività  |
| CUS Palermo               | 2        | 2012-2013 | 2013-2014          | Serie A Silver       |
| Farmigea                  | 2        | 2012-2013 | 2013-2014          | non più in attività  |
| Messina                   | 2        | 1992-1993 | 1993-1994          | Serie B              |
| I.T.I.S. Fermi Frascati   | 2        | 1983-1984 | 1985-1986          | non più in attività  |
| Tor di Quinto             | 2        | 1980-1981 | 1981-1982          | non più in attività  |
| Roma H.C.                 | 2        | 1976-1977 | 1977-1978          | non più in attività  |
| Camerano                  | 1        | 2024-2025 | 2024-2025          | Serie A Silver       |
| Campus Italia             | 1        | 2022-2023 | 2022-2023          | non più in attività  |
| Ragusa                    | 1        | 2017-2018 | 2017-2018          | Serie B              |
| Oriago                    | 1        | 2017-2018 | 2017-2018          | Serie B              |
| Musile                    | 1        | 2016-2017 | 2016-2017          | Serie B              |
| Kelona                    | 1        | 2016-2017 | 2016-2017          | non più in attività  |
| Dossobuono                | 1        | 2014-2015 | 2014-2015          | non più in attività  |
| Alcamo                    | 1        | 2014-2015 | 2014-2015          | Serie B              |
| Oderzo                    | 1        | 2013-2014 | 2013-2014          | Serie B              |
| Emmeti                    | 1        | 2012-2013 | 2012-2013          | non più in attività  |
| Rovereto                  | 1        | 2012-2013 | 2012-2013          | non più in attività  |
| Putignano                 | 1        | 2012-2013 | 2012-2013          | Serie B              |
| Cellini Padova            | 1        | 2003-2004 | 2003-2004          | Serie B              |
| Milland                   | 1        | 1985-1986 | 1985-1986          | non più in attività  |
| Follonica                 | 1        | 1982-1983 | 1982-1983          | Serie B              |
| Neapolis                  | 1        | 1982-1983 | 1982-1983          | non più in attività  |
| Reggio Emilia             | 1        | 1982-1983 | 1982-1983          | non più in attività  |
| Alabarda Trieste          | 1        | 1981-1982 | 1981-1982          | non più in attività  |
| P.S. Romana               | 1        | 1973-1974 | 1973-1974          | non più in attività  |
| Fatme Roma                | 1        | 1973-1974 | 1973-1974          | non più in attività  |
| Libertas La Torre Firenze | 1        | 1971-1972 | 1971-1972          | non più in attività  |
| Libertas S. Saba          | 1        | 1971-1972 | 1971-1972          | non più in attività  |
| CSNEI Firenze             | 1        | 1969-1970 | 1969-1970          | non più in attività  |
| Buscaglione Roma          | 1        | 1969-1970 | 1969-1970          | non più in attività  |
| Bruno Sport Roma          | 1        | 1969-1970 | 1969-1970          | non più in attività  |
| Virtus Roma               | 1        | 1969-1970 | 1969-1970          | non più in attività  |

#### Partecipazioni per regione
| Regione               | N. | Squadre | Partecipazioni totali |
| --------------------- | -- | --- | --------------------- |
| Emilia-Romagna        | 18 | Bologna 69, Rubiera, Bologna UTD, Modena, Pall. Rimini, H.C. Rimini, Romagna, Secchia Rubiera, Mordano, Imola, HB Carpi, Estense, Casalgrande, Gymmnasium BO, Castenaso, Rapid Nonantola, Reggio Emilia, Carpi 2019 | 173                   |
| Lazio                 | 17 | Gaeta, CUS Roma, Fondi, CS Esercito, Montesacro, Lazio, Flaminio Genovesi, Roma, Frascati, Tor di Quinto, Roma HC, PS Roma, Fatme, Buscaglione, Bruno Sport, Virtus Roma, Libertas San Saba                         | 99                    |
| Veneto                | 10 | CUS Verona, Rovigo, Malo, Oriago, Musile, Dossobuono, Oderzo, Cellini Padova, EmmeTi Mestrino-US Torri | 17                    |
| Trentino-Alto Adige   | 9  | Brixen, Meran, Bozen, Rovereto, Pressano, Mezzocorona, Eppan, Rovereto Vallagarina, Milland | 165                   |
| Sicilia               | 9  | Ortigia, Haenna, Albatro, Mazara, CUS Palermo, Messina, Ragusa, Kelona, Alcamo | 53                    |
| Toscana               | 9  | Prato, Ambra, Siena, Tavarnelle, Farmigea, Follonica, CSNEI Firenze, Firenze La Torre, Firenze | 39                    |
| Puglia                | 5  | Conversano, Junior Fasano, Noci, Casarano, Putignano | 78                    |
| Marche                | 5  | Dorica Ancona, Cingoli, Ascoli, Camerano, Chiaravalle | 23                    |
| Campania              | 5  | Scafati, Benevento, Valentino Ferrara Benevento, Neapolis, Atletica San Giorgio | 18                    |
| Abruzzo               | 4  | Teramo, Città Sant'Angelo, CUS Chieti, Campus Italia | 40                    |
| Lombardia             | 3  | Cassano Magnago, Cologne, Molteno | 32                    |
| Friuli-Venezia Giulia | 2  | Trieste, Alabarda Trieste | 50                    |
| Sardegna              | 1  | Sassari | 12                    |
| Umbria                | 1  | CS Esercito Orvieto | 3                     |
| Basilicata            | 0  | 0 | 0                     |
| Calabria              | 0  | 0 | 0                     |
| Liguria               | 0  | 0 | 0                     |
| Molise                | 0  | 0 | 0                     |
| Piemonte              | 0  | 0 | 0                     |
| Valle d'Aosta         | 0  | 0 | 0                     |

## Statistiche individuali

### Scudetti vinti
Sei giocatori possono vantare di aver vinto almeno dieci scudetti, tra di loro solamente Demis Radovčić è ancora in attività.
| Giocatore           | Scudetti vinti | Squadre |
| ------------------- | -------------- | --- |
| Alessandro Tarafino | 14             | Casarano (2006-07, 2007-08) Conversano (2002-03, 2003-04, 2005-06, 2009-10, 2010-11) Trieste (1993-94, 1994-95, 1995-96, 1996-97, 1999-00, 2000-01, 2001-02) |
| Giorgio Oveglia     | 13             | Trieste (1978-79, 1980-81, 1981-82, 1982-83, 1984-85, 1985-86, 1989-90, 1992-93, 1993-94, 1994-95, 1995-96, 1996-97, 1999-00)                                |
| Piero Sivini        | 13             | Trieste (1976-77, 1978-79, 1980-81, 1981-82, 1982-83, 1984-85, 1985-86, 1989-90, 1992-93, 1993-94, 1994-95, 1995-96, 1996-97)                                |
| Demis Radovčić      | 11             | Bozen (2011-12, 2012-13, 2014-15) Casarano (2006-07, 2007-08) Conversano (2009-10, 2010-11, 2020-21, 2021-22, 2024-25) Junior Fasano (2017-18)               |
| Vito Fovio          | 10             | Bozen (2012-13) Casarano (2006-07, 2007-08, 2008-09) Conversano (2002-03, 2003-04, 2005-06) Junior Fasano (2013-14, 2015-16, 2017-18)                        |
| Claudio Schina      | 10             | Trieste (1981-82, 1982-83, 1984-85, 1985-86, 1989-90, 1992-93, 1993-94, 1994-95, 1995-96, 1996-97)                                                           |

## Albo d'oro e seconde classificate
| Edizione | Vincitore         | Secondo posto    |
| -------- | ----------------- | ---------------- |
| 1969-70  | Buscaglione Roma  | Bruno Sport Roma |
| 1970-71  | Flaminio Genovesi | Girone finale    |
| 1971-72  | CUS Verona        | Girone finale    |
| 1972-73  | C.S. Esercito     | Rovereto         |
| 1973-74  | Rovereto          | Teramo           |
| 1974-75  | Rovereto          | Bologna 1969     |
| 1975-76  | Trieste           | Rovereto         |
| 1976-77  | Trieste           | Rovereto         |
| 1977-78  | Rovereto          | Trieste          |
| 1978-79  | Trieste           | Rovereto         |
| 1979-80  | Rovereto          | Trieste          |
| 1980-81  | Trieste           | Cassano Magnago  |
| 1981-82  | Trieste           | Cassano Magnago  |
| 1982-83  | Trieste           | Teramo           |
| 1983-84  | Scafati           | Trieste          |
| 1984-85  | Trieste           | Brixen           |
| 1985-86  | Trieste           | Scafati          |
| 1986-87  | Ortigia           | Trieste          |
| 1987-88  | Ortigia           | Brixen           |
| 1988-89  | Ortigia           | Brixen           |
| 1989-90  | Trieste           | Ortigia          |
| 1990-91  | Brixen            | Trieste          |
| 1991-92  | Brixen            | Trieste          |
| 1992-93  | Trieste           | Ortigia          |
| 1993-94  | Trieste           | Prato            |
| 1994-95  | Trieste           | Meran            |
| 1995-96  | Trieste           | Ortigia          |
| 1996-97  | Trieste           | Modena           |

| 1997-98 | Prato                | Trieste              |                      |                      |
| 1998-99 | Prato                | Trieste              |                      |                      |
| 1999-00 | Trieste              | Prato                |                      |                      |
| 2000-01 | Trieste              | Conversano           |                      |                      |
| 2001-02 | Trieste              | Prato                |                      |                      |
| 2002-03 | Conversano           | Prato                |                      |                      |
| 2003-04 | Conversano           | Meran                |                      |                      |
| 2004-05 | Meran                | Trieste              |                      |                      |
| 2005-06 | Conversano           | Brixen               |                      |                      |
| 2006-07 | Casarano             | Bologna United       |                      |                      |
| 2007-08 | Casarano             | Conversano           |                      |                      |
| 2008-09 | Casarano             | Conversano           |                      |                      |
| 2009-10 | Conversano           | Casarano             |                      |                      |
| 2010-11 | Conversano           | Bologna United       |                      |                      |
| 2011-12 | Bozen                | Conversano           |                      |                      |
| 2012-13 | Bozen                | Pressano             |                      |                      |
| 2013-14 | Junior Fasano        | Bozen                |                      |                      |
| 2014-15 | Bozen                | Junior Fasano        |                      |                      |
| 2015-16 | Junior Fasano        | Bozen                |                      |                      |
| 2016-17 | Bozen                | Junior Fasano        |                      |                      |
| 2017-18 | Junior Fasano        | Conversano           |                      |                      |
| 2018-19 | Bozen                | Pressano             |                      |                      |
| 2019-20 | Titolo non assegnato | Titolo non assegnato | Titolo non assegnato | Titolo non assegnato |
| 2020-21 | Conversano           | Sassari              |                      |                      |
| 2021-22 | Conversano           | Junior Fasano        |                      |                      |
| 2022-23 | Junior Fasano        | Sassari              |                      |                      |
| 2023-24 | Junior Fasano        | Brixen               |                      |                      |
| 2024-25 | Conversano           | Black Devils         |                      |                      |

### Titolo più recente
| Squadra           | Ultimo Titolo |
| ----------------- | ------------- |
| Conversano        | 2024-2025     |
| Junior Fasano     | 2023-2024     |
| Bozen             | 2018-2019     |
| Casarano          | 2009-2010     |
| Meran             | 2004-2005     |
| Trieste           | 2001-2002     |
| Prato             | 1998-1999     |
| Brixen            | 1991-1992     |
| Ortigia           | 1988-1989     |
| Scafati           | 1983-1984     |
| Rovereto          | 1979-1980     |
| C.S. Esercito     | 1972-1973     |
| CUS Verona        | 1971-1972     |
| Flaminio Genovesi | 1970-1971     |
| Buscaglione Roma  | 1969-1970     |

### Riepilogo tornei vinti per club
| Numero | Club              | Città      | Anni |
| ------ | ----------------- | ---------- | --- |
| 17     | Trieste           | Trieste    | 1975-76, 1976-77, 1978-79, 1980-81, 1981-82, 1982-83, 1984-85, 1985-86, 1989-90, 1992-93 1993-94, 1994-95, 1995-96, 1996-97, 1999-00, 2000-01, 2001-02 |
| 8      | Conversano        | Conversano | 2002-03, 2003-04, 2005-06, 2009-10, 2010-11, 2020-2021, 2021-22, 2024-25                                                                               |
| 5      | Junior Fasano     | Fasano     | 2013-14, 2015-16, 2017-18, 2022-2023, 2023-2024 |
| 5      | Bozen             | Bolzano    | 2011-12, 2012-13, 2014-15, 2016-17, 2018-19 |
| 4      | Rovereto          | Rovereto   | 1973-74, 1974-75, 1977-78, 1979-80 |
| 3      | Casarano          | Casarano   | 2006-07, 2007-08, 2008-09 |
| 3      | Ortigia           | Siracusa   | 1986-87, 1987-88, 1988-89 |
| 2      | Prato             | Prato      | 1997-98, 1998-99 |
| 2      | Brixen            | Bressanone | 1990-91, 1991-92 |
| 1      | Meran             | Merano     | 2004-05 |
| 1      | Scafati           | Scafati    | 1983-84 |
| 1      | C.S. Esercito     | Roma       | 1972-73 |
| 1      | CUS Verona        | Verona     | 1971-72 |
| 1      | Flaminio Genovesi | Roma       | 1970-71 |
| 1      | Buscaglione Roma  | Roma       | 1969-70 |

### Riepilogo tornei vinti per Regione
| Regione               | Vittorie | Club                                                                    |
| --------------------- | -------- | ----------------------------------------------------------------------- |
| Friuli-Venezia Giulia | 17       | Pallamano Trieste (17)                                                  |
| Puglia                | 16       | Pallamano Conversano (8), Junior Fasano (5), Handball Casarano (3)      |
| Trentino-Alto Adige   | 12       | SSV Bozen (5), Handball Club Rovereto (4), SSV Brixen (2), SC Meran (1) |
| Lazio                 | 3        | Buscaglione Roma (1), Esercito Roma (1), Flaminio Genovesi Roma (1)     |
| Sicilia               | 3        | C.C. Ortigia Siracusa (3)                                               |
| Toscana               | 2        | Pallamano Prato (2)                                                     |
| Campania              | 1        | Handball Scafati (1)                                                    |
| Veneto                | 1        | CUS Verona (1)                                                          |

### Tornei vinti consecutivamente
| Titoli | Squadra  | Stagioni                                     |
| ------ | -------- | -------------------------------------------- |
| 5      | Trieste  | 1992-93, 1993-94, 1994-95, 1995-96, 1996-97. |
| 3      | Casarano | 2006-07, 2007-08, 2008-09.                   |
| 3      | Trieste  | 1999-00, 2000-01, 2001-02.                   |
| 3      | Trieste  | 1980-81, 1981-82, 1982-83.                   |